# Johan Fredrik Cornell
Johan Fredrik Cornell, född 24 februari 1837 i Tuna socken, Medelpad, död 27 augusti 1912 i Uppsala, var en svensk väg- och vattenbyggnadsingenjör och politiker, tillhörig den svenska släkten Cornell. Han var far till konsthistorikern Henrik Cornell.

## Biografi
Cornell avlade studentexamen 1855 och civilingenjörsexamen vid Högre artilleriläroverket på Marieberg 1861, utnämndes till löjtnant i Väg- och vattenbyggnadskåren 1864 och avancerade till major 1877. Från 1862 har utövade en omfattande verksamhet som vattenbyggnadsingenjör inom de norrländska länen och gjorde sig särskilt förtjänt om utvecklingen av de för Norrlands skogshantering viktiga flottlederna i älvar och vattendrag. Han var bland annat 1864–1866 stationsingenjör vid Lule älvs kanaliseringsarbeten, och 1870–1895 chef för byggnader och flottning längs Ljungan. Han var även en av initiativtagarna till Ostkustbanan.
År 1898 blev Cornell ordförande i stadsfullmäktige i Sundsvall, 1902 även ordförande i Västernorrlands läns landsting och 1903 i skogsvårdsstyrelsen inom Västernorrlands läns landstingsområde. 
Han gifte sig första gången 1870 med Matilda Berg (1836–1877) och andra gången 1887 med Anna Engström (1863–1949).